# Je Bent Wat Je Eet
Je Bent Wat Je Eet is een Vlaams televisieprogramma dat begin maart 2005 van start ging op VTM. Sonja Kimpen nam acht gezinnen met overgewicht onder haar hoede en doet ze afvallen.
De titel is een variant van het Duitse gezegde "Man ist, was man isst". De originele titel van het programma was echter "What Not to Eat".